# Cortes de Toro, de Tordesillas y de Valladolid de 1442
Las Cortes de Toro, de Tordesillas y de Valladolid de 1442 fueron unas Cortes de Castilla que el rey Juan II de Castilla convocó en octubre de 1441 para que se celebraran en Toro en enero del año siguiente pero que en los meses siguientes se trasladaron a Tordesillas (marzo) y a Valladolid (abril). En ellas se acordaron, según Jaume Vicens Vives, «una serie de medidas de la mayor importancia: regulación del valor de las monedas, establecimiento de tasas para diversos géneros, fijación de las atribuciones del consejo real, declaración sobre la no enajenabilidad del real patrimonio, prohibición de las ‘tomas’ o percepción directa de las asignaciones señaladas por la corte por sus beneficiarios». También se hizo una declaración de «pactismo» y se otorgó al rey un donativo de 80 millones de maravedís. En estas cortes tuvo una actuación destacada el infante de Aragón Juan de Navarra, el nuevo hombre fuerte de Castilla tras el destierro de la corte de don Álvaro de Luna en aplicación de la sentencia de Medina del Campo de julio de 1441 que marcó un hito en la guerra civil castellana de 1437-1445 en la que se enmarca.